# Relación aire-combustión
El dosado o relación aire–combustible (RA/C) es la relación entre la masa de aire y la de un combustible sólido, líquido o gaseoso presente en un proceso de combustión. La combustión puede ocurrir de manera controlada, como en un motor de combustión interna o un horno industrial, o puede provocar una explosión (por ejemplo, una explosión de polvo, explosión de gas o vapor o en una bomba termobárica). El dosado estequiométrico asegura la oxidación completa del combustible sin exceso de oxidante residual en los productos de combustión.
El dosado determina si una mezcla es combustible, cuánta energía se libera y cuántos contaminantes no deseados se producen en la reacción. Por lo general, existe un rango de relaciones aire–combustible, fuera del cual no se producirá la ignición. Estos se conocen como límites explosivos inferior y superior.
En un motor de combustión interna o un horno industrial, el dosado es una medida importante por razones de anticontaminación y ajuste del rendimiento. Si se proporciona exactamente suficiente aire para quemar por completo todo el combustible, la relación se conoce como mezcla estequiométrica, a menudo abreviada en inglés como stoich. Las proporciones inferiores a la estequiométrica se consideran mezclas ricas. Las mezclas ricas son menos eficientes, pero pueden producir más energía y quemarse a temperaturas más bajas. Las proporciones superiores a la estequiométrica se consideran pobres. Las mezclas pobres son más eficientes, pero generalmente alcanzan temperaturas más altas, lo que puede conducir a la formación de óxidos de nitrógeno. Algunos motores están diseñados con características que permiten una combustión pobre. Para cálculos precisos del dosado, el contenido de oxígeno del aire de combustión debe especificarse debido a la diferente densidad del aire con la altitud o la temperatura del aire de admisión, a la posible dilución con vapor de agua ambiental o al enriquecimiento del aire con oxígeno.

## Definiciones
Existen varios términos que se suelen utilizar habitualmente con mezclas de aire y combustible en motores de combustión interna, turbinas o gasificadores.

### Dosado absoluto aire–combustible
El dosado absoluto aire–combustible o relación aire–combustible (también expresado a menudo como aire:combustible) es el más utilizado en motores de combustión interna y se determina de acuerdo con la expresión:
{\displaystyle \mathrm {R_{A/C}} ={\frac {{\dot {m}}_{\rm {aire}}}{{\dot {m}}_{\rm {combustible}}}}}

### Dosado absoluto combustible–aire
El dosado absoluto combustible–aire o relación combustible–aire se utiliza frecuentemente en la industria de las turbinas de gas, así como en algunos estudios con motores de combustión interna, y se refiere a la relación combustible/aire.
{\displaystyle \mathrm {R_{C/A}} ={\frac {1}{\mathrm {R_{A/C}} }}}

### Dosado relativo aire–combustible
El dosado relativo aire–combustible o relación de equivalencia aire–combustible (air–fuel equivalence ratio), λ, es la relación entre la RA/C real y la RA/C estequiométrica para una mezcla dada. Una mezcla con λ = 1,0 está en estequiometría, para mezclas ricas λ < 1,0 y para mezclas pobres λ > 1,0.
Existe una relación directa entre λ y la RA/C. Para calcular la RA/C a partir de una λ dado, se multiplica la λ medida por la RA/C estequiométrica para ese combustible. Alternativamente, para determinar la λ de una mezcla, se divide la RA/C real por la RA/C estequiométrica para ese combustible. Esta última ecuación se usa a menudo como la definición de λ:
{\displaystyle \lambda ={\frac {\mathrm {R_{A/C}} }{\mathrm {R_{A/C}} _{\text{estequiométrica}}}}}
Debido a que la composición de los combustibles comunes varía estacionalmente y a que muchos vehículos modernos pueden operar con combustibles diferentes, tiene más sentido hablar de valores de λ que de RA/C.

### Dosado relativo combustible–aire
El dosado relativo combustible–aire o relación de equivalencia combustible–aire (fuel–air equivalence ratio), ϕ, de un sistema se define como el cociente entre la relación combustible–aire y la relación combustible–aire estequiométrica. Matemáticamente,
{\displaystyle \phi ={\frac {\mbox{Relación combustible–aire}}{({\mbox{Relación combustible–aire}})_{\text{estequiométrica}}}}={\frac {m_{\text{combustible}}/m_{\text{oxidante}}}{\left(m_{\text{combustible}}/m_{\text{oxidante}}\right)_{\text{estequiométrica}}}}={\frac {n_{\text{combustible}}/n_{\text{oxidante}}}{\left(n_{\text{combustible}}/n_{\text{oxidante}}\right)_{\text{estequiométrica}}}}}
donde m representa la masa, n representa el número de moles y el subíndice estequiométrica indica las condiciones estequiométricas. La principal ventaja de utilizar el dosado relativo sobre el dosado absoluto es que tiene en cuenta (y, por lo tanto, es independiente de) los valores de masa y número de moles del combustible y el oxidante. Otra ventaja de utilizar el dosado relativo es que las relaciones superiores a la unidad siempre indican que hay más combustible en la mezcla combustible–oxidante del necesario para la combustión completa (reacción estequiométrica), independientemente del combustible y el oxidante que se utilicen, mientras que las relaciones inferiores a la unidad representan un defecto de combustible o un exceso de oxidante equivalente en la mezcla. Este no es el caso si se utiliza en su lugar el dosado absoluto, que toma diferentes valores para diferentes mezclas.
El dosado relativo combustible–aire está relacionado con el dosado relativo aire–combustible (definido anteriormente) de la siguiente manera:
{\displaystyle \phi ={\frac {1}{\lambda }}}

### Porcentaje de exceso de aire
En hornos industriales, generadores de vapor de plantas de energía y grandes turbinas de gas, el término más común es el porcentaje de exceso de aire de combustión o porcentaje de aire estequiométrico. Por ejemplo, un exceso de aire de combustión del 15% significa que se está utilizando un 15% más del aire estequiométrico requerido (o 115% del aire estequiométrico).

## Dosados en máquinas térmicas

### Motores de combustión interna

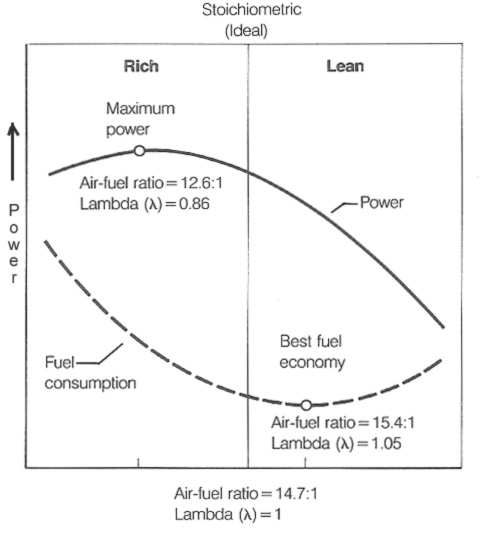
Potencia y consumo de combustible en motores de gasolina en función del dosado.

El dosado estequiométrico en un motor de gasolina es la proporción ideal de aire a combustible que permite quemar todo el combustible sin exceso de aire. Para la gasolina como combustible, la mezcla estequiométrica de aire y combustible es de aproximadamente 14,7:1, es decir, que por cada mol de combustible, se requieren 14,7 moles de aire. Para el octano puro como combustible, la reacción de oxidación es:
25 O2 + 2 C8H18 → 16 CO2 + 18 H2O + energía
Cualquier mezcla con relación aire–combustible superior a 14,7:1 se considera una mezcla pobre; inferior a 14,7:1 es una mezcla rica, considerando gasolina compuesta únicamente por n-heptano e isooctano). En realidad, la mayoría de los combustibles se componen de una combinación de heptano, octano y otros alcanos, además de aditivos que incluyen detergentes y posiblemente oxigenadores como el MTBE (metil terc-butil éter) o el etanol/metanol. Todos estos compuestos alteran la relación estequiométrica, y la mayoría de los aditivos modifican la relación a la baja (los oxigenadores aportan oxígeno adicional a la combustión en forma líquida que se libera en el momento de la combustión. Para la gasolina con MTBE, la relación estequiométrica puede disminuir hasta 14,1:1. Los vehículos que utilizan sensores de oxígeno u otros circuitos de retroalimentación para controlar la relación aire–combustible (control lambda), compensan automáticamente este cambio en la relación estequiométrica del combustible midiendo la composición de los gases de escape y controlando el volumen de combustible. Los vehículos sin dichos controles (como la mayoría de las motocicletas hasta hace poco, y los coches anteriores a mediados de la década de 1980) pueden tener dificultades para funcionar con ciertas mezclas de combustible (especialmente los combustibles de invierno que se usan en algunas áreas) y pueden requerir el empleo de diferentes surtidores de carburante (o una alteración en las proporciones de combustible). Los vehículos que disponen de sensores de oxígeno pueden controlar la relación aire–combustible con un medidor.
El dosado relativo aire–combustible λ es siempre la unidad para mezclas estequiométricas. No obstante, en prácticamente todos los motores de combustión interna (MCI) este coeficiente difiere de 1. Por ejemplo, desde el punto de vista de la eficiencia, en motores con encendido por chispa, λ = 1,03-1,05. Este exceso de aire se debe a la mezcla imperfecta del combustible con aire en el carburador, por lo que para la combustión completa del combustible en el cilindro de un motor con inyección de combustible, se requiere un ligero aumento de λ. Por otro lado, la mayor potencia del motor, en igualdad de condiciones, se logra cuando se opera con mezclas más ricas, λ = 0,3–0,88. En motores modernos, mantener λ cerca del funcionamiento óptimo se lleva a cabo utilizando un sistema de control automático de la relación aire/combustible (control lambda). El sensor principal en tales sistemas es el sensor de concentración de oxígeno libre en los gases de escape del motor, la llamada sonda lambda. Los motores diésel operan con mayores valores de λ para evitar la formación de hollín (λ = 1,1–1,3).

### Turbinas de gas
En la cámara de combustión de una turbina de gas, λ se mantiene cerca de 1. Sin embargo, antes de impulsar las palas de la turbina, para reducir la temperatura del gas por razones de resistencia térmica de las palas, el gas de la cámara de combustión se diluye con aire extraído del compresor de la turbina, lo que reduce su temperatura de aproximadamente 1600 °C a 1300–1400 °C, por lo tanto el valor de λ en el escape de la turbina suele alcanzar valores superiores a 5.

### Calderas industriales
El valor de λ en las calderas depende significativamente del tipo de combustible. En calderas de gas de baja potencia o capacidad λ es 1,2–1,4, mientras que en calderas de gran potencia que queman gas natural λ = 1,03–1,1. En calderas que funcionan con combustibles líquidos y sólidos para combustión completa, λ se mantiene en el rango de 1,5 a 2–3.